# Покровска црква (Патаја)
Покровска црква или црква Покрова Пресвете Богородице у Патаји (енг. Orthodox Christian Church in Thailand Foundation) други је храм Тајландске епархије Руске православне цркве, који се налази у граду Патаје на територији званој „Руско село“ у јужном округу Џомтијен у провинција Чонбури, Тајланд.
Црква је настала као одговор на бројне апеле верника, углавном грађана бившег СССР-а, који су се вољом Божијом из разних разлога нашли далеко од отаџбине, од стране Светог синода Руске православне цркве одлучио је да отвори Никољданску парохију у  Бангкоку. Захваљујући првом ректору,  клирику Јарославске епархије игуману Олегу (Черепанин), основана је црква Покрова Пресвете Богородице у Патаји.
Први пут црква је отворила своја врата за парохијане 6. јануара 2014. године. Звоник и бела зграда висине 12,5 м, изграђена у архитектонским традицијама руске црквене архитектуре и крунисана са 6 златних и плавих купола., са крстионицо у приземљу. Око цркве је уређен парк, а на улазу је постављен спомен крст од мермера. У овох цркви један од обичаја је да верници изују ципеле на трему и у цркву уђу боси.
У цркви се свакодневно одржавају све потребне службе и црквени обреди по православним обичајима, али и крштења, венчања, парастоси и још много тога. Црква је отворен за посете верника и турсиста: сваког дана од 08:00 до 20:00 часова.

## Положај и статус
Покровска црква се налази на у јужном делу града наоко 10 км од центра Патаје, на обали Тихог океана, две стотине километара југоисточно од Бангкока, на територији званој „Руско село“ (чији је званични назив Baan Dusit Pattaya Lake) у  округ Бангламунг, провинција Чонбури у Краљевини Тајланд.  Неделеко од цркце налази се црквени комплекс Ват Јан, кинески храм-музеј Вихарна Сиен, планина Златног Буде и село дуговратих жена из бурманског племена Карен.
Покровска црква у Патаји, као део Фондација Православна хришћанска црква на Тајланду, као и остале цркве на Тајланду су под црквеном јурисдикцијом православног патријарха московског и целе Русије, као гаранта чистоте православне хришћанске вере.

## Историја
Православље на Тајланду  је хришћанска деноминација која је се јавила у овој земљи у 20. веку. Православље као веру прихватило је око 0,002% становништва земље (1 хиљада људи 2010. године), не рачунајући православне вернике који долазе у земљу на одмор или службено у њој бораве. Православља у Тајланду пропагира Епархија тајландска, која је под јурисдикцијом Московске патријаршије и која организационо обједињује већину православних хришћана у овој држави.

### Први контакти са православљем
Године 1863. године дошло је до првих контаката између Руса и Сијамаца - морнари два руска брода посетили су главни град Сијама, Бангкок. У наредним деценијама сијамско тло посећивали су морнари, путници и дипломате из Русије, представници краљевске куће Романових и вође будистичке сангхе источног Сибира.
О прелазу из 19. у 20. век, може се говорити као о периоду у коме је дошло до контактима двеју земаља у области проучавању међусобних културних феномена.
Тадашња Русија је била једна од најјачих сила на свету, а православље је била државна религија у земљи, али Руска православна црква никада себи није дозволила бесцеремонијално, насилно мешање у политички, културни и верски живот Тајланда (Сијама). То је због чињенице да је Русија првобитно формирана као евроазијска мултинационална држава, била програмирана самом стварношћу да признаје и поштује друге културне и верске традиције.
Посебну улогу у развоју руско-сијамских односа одиграла је посета Сијаму наследника - цесаревича Николаја Александровича, будућег цара Николаја II који је у периоду од 1890.до 1891. путовао по земљама Истока. и 19-24. марта 1891. на позив краља Чулалонгкорна (Рама В), посетио Бангкок. Следио је и њихов нови сусрет у Санкт Петербургу 1897. године.
Истовремено, у Санкт Петербургу је постигнут договор о успостављању дипломатских односа између две земље. Током посете, неколико десетина Сијамаца упознало се са историјским и културним знаменитостима Санкт Петербурга и Москве, први пут сазнало о Православљу. Сам краљ Чулалонгкорн, принц-наследник Вачиравуд, други принчеви, министри, чланови краљеве пратње, између осталог, посетили су Саборну цркву Христа Спаситеља, храмове Московског Кремља, гробницу породице Романов у Новоспаски манастир.
У првој половини 20. века, током  „хладног рата“ између две светске суперсиле – СССР-а и САД, Тајланд је дефинитивно био на страни ове друге силе. Рефлексно, после пада комунистичког режима и распада СССР-а, деценијама пропагиран опрез многих земаља пренео се и на нову Русију. Требало је много времена и труда да Тајланђани схвате суштину онога што се догодило у Русији и нову реалност.
Каако православље никада раније није било заступљено на Тајланду (Сијаму)  стога је стварање нове православне заједнице  и појава страног духовника наишла на различите реакције. Власти су прво одбиле државно признање Руске православне цркве на Тајланду као нове верске конфесије.
Након што је новоформирана парохија Светог Николе Руске православне цркве (МП) у Бангкоку поставила малу цркву у помоћној просторији и почела да обавља статутарне службе, поред верника који говоре руски, храм су почели активно да посећују и православни Румуни, који такође нису били задовољни служењем богослужења у католичкој цркви . Од посебног значаја је био долазак у цркву Светог Николе господина Константина Сурескуа, који је у то време био отправник послова Румуније на Тајланду, и његове супруге Корнелије Суреску, дубоко православних и црквених људи. За њима, остали верни Румуни су кренули у Никољданску парохију.
Постепено и тешком муком превазиђена је опрезност тајландских власти према Руској православној цркви, након добрих контакта између Представништва Руске православне цркве и Краљевског дома Тајланда. Касније, захваљујући већем разумевању са тајландским властима, а на основу права приватне својине, постало је могуће изградити прве православе цркве, на Тајланду.
Почетком 2008. године Тајландске власти, имајући у виду вишегодишњу делатност православне заједнице на Тајланду, препознале су је као корисну, у складу са интересима Краљевине, за јачање верских и моралних основа друштва.

### Оснивање парохије
Када су од 1990-их руски туристи  почели масовно да долазе на Тајланд да се одмарају и проведу уз тајландски бокс и тајландску масажу.  Тако је  после Египта и Турске као најпопуларнија дестинација међу туристима из бившег СССР-а постао Тајван и град Патаја, који је временом стекао славу као „најрускијег“ летовалиште на Тајланду.
Од средине 2000-их, представник Руске православне цркве у Краљевини Тајланд, игумен Олег (Черепанин) почео је да одржава службе у Патаји за бројне туристе који говоре руски језик и који су дошли на Тајланд да се опусте од свакодневних обавеза. Место за богослужење цркви је љубазно   уступио власник чувеног хотела Ројал Клиф Панга Ватанакул, који је и почасни конзул Русије у провинцијама Чонбури и Рајонг. Већина гостију овог хотела били су гости који су допутовали из земаља ЗНД.
Међутим, није било могућности да се овде званично региструје парохија, пошто на Тајланду нико од странаца нема право на приватну својину. То је постало могуће тек након 20. јуна 2008. године, када су тајландске власти регистровале православну заједницу на Тајланду као правно лице у формату јавног фонда са именом "มลนธ ชาว ชน ดงน เทศ ใน ประเทศ ไทยใ" ("Православна хришћанска црква на Тајланду ").
Дана 24. јуна 2008. године, на првом састанку одбора Фондације Православне Цркве на Тајланду, Данијел (Данаи) Ванна (православни Тајланђанин) је изабран за њеног председавајућег. До тада је у Патаји живело и радило неколико стотина православних верника, а долазили су и бројни туристи из Русије и земаља ЗНД.
Дана 8. јула 2008. године у Патаји, у присуству игумана Олега (Черепанина), одржан је скуп православних верника који овде живе, на коме је донета одлука да се организује православна црквена парохија у име свих светих, као и да парохију уђе у састав православна црква Тајланда под јурисдикцијом Московске патријаршије.

#### Изградња парохијских цркава
Дана 4. фебруара 2009. године, захваљујући наменској донацији неколико парохијана, купљено је земљиште у северном делу Патаје у области Наклуа, Сои Лонг Бич. Локалитет је био практично спреман за развој, јер није захтевао значајне прелиминарне радове.
У новембру 2009. године изградња цркве је у потпуности завршена.
С обзиром на јачање позиција православља у Патаји и високог духовног потенцијала православне парохије у граду, Представништво Руске православне цркве у Краљевини Тајланд почело је да добија предлоге о потреби за другом православном црквом у Патаји. Као резултат ових идеја, 31. августа 2011. године, у Одељењу за земљиште администрације Патаје, извршен је бесплатан пренос земљишта на Православну цркву на Тајланду за изградњу друге православне цркве у Патаји, на југу града (Сви свети Црква се налази на северу), у "руском селу"   које се налази у близини области Јомтиен. Одлучено је да нова црква буде нижа  (12,5 м) и у стилу традиционалне руске црквене архитектуре са пет позлаћених купола. Имајући у виду будуће потребе парохије, одлучено је да се у сутерену зграде смести стамбени простор за свештеника (око 80 м²), а око цркве уреди парковни комплекс.
Дана 3. септембра исте године, на састанку са руским православним верницима, власник и извршни директор Dusit Pattaya Co. Ltd. Боворн Вонгкрасан је свечано уручио архимандриту Олегу пакет докумената који потврђују пренос земљишта у власништво Цркве, као и споразум који је одобрила компанија, према којем компанија преузима све трошкове око изградње цркве.  Боворн Вонгкрасан је у кратком говору напоменуо... да компанија ово ради у знак дубоког поштовања према култури и традицији Руса, од којих су многи купили имовину од Dusit Pattaya Co. Ltd.
Истог дана, у Храму Свих Светих, архимандрит Олег (Черепанин) одржао је састанак са православним верницима Патаје, на коме је  изабран парохијски савет нове Покровске парохије.
Изградња друге православне цркве у Патаји била је у складу са плановима градских власти да радикално промене имиџ овог светског летовалишта, које би за 10 година од места за сумњиву забаву требало да постане центар породичног и екотуризма.

### Изградња
Градитељи компаније Dusit Pattaya Co. Ltd. за два дана завршили су, у складу са пројектом, забијање бетонских шипова и изливање темељне основе.
Архиепископ јегорјевски Марко (Головков) освештао је 11. фебруара 2012. године камен темељац храма и предао одликовање Боворну Вонгкрасану, власника и генералног директора компаније, Орден  славе и части трећег степена, којим га је одликовао  Патријарху московском и целе Русије за помоћ православној цркви.
Представник Руске православне цркве у Краљевини Тајланд, архимандрит Олег (Черепанин), обавио је 1. јула 2012. године инспекцијски пут у провинцију Чонбури, током којег се детаљно упознао са ток грађевинских радова. Током увида, архимандрит Олег је извршио неке измене у пројекту, које су одмах усагласили архитекта и грађевински инжењер. Тада је одлучено  је да се у подруму цркве уреди крстионица са купелом за крштење одраслих.
Дана 21. октобра 2012. године свештеник Данаи (Данило) Ванна, настојатељ Цркве Свих Светих у Патаји, освештао је шест купола, које су потом постављене на храм и звоник.

#### Почетак богослужења
Дана 6. јануара 2014. године храм је први пут примио ходочаснике. Јеромонах Михаил (Чепел) извршио је мало освећење храма, након чега је уследила славља повезана са прославним Васкрсом, на коме се окупило више од 50 људи.
Дана 15. фебруара 2014. године, на празник Сретења Господњег, Архиепископ јегорјевски Марко (Головков) извршио је чин великог освећења Покровске цркве и началствовао Божанственом Литургијом у новоосвећеном храму, а 2. марта 2014. године отворен је православни биоскоп при Покровској цркви.
Дана 23. октобра 2014. године постављен је јереј Дмитриј Савенков. на недељној литургији на којој окупило око 20 људи.
Према речима настојатеља, протојереја Димитрија Савенкова:
„Већина парохијана су људи који су дуго били црквени. Наши приходи су добри. Када смо стигли са мајком, парохијани су нас дочекали са љубављу. Имамо дивног старешину Светлану Кобетс, која много свог личног времена посвећује разним организационим питањима, улаже много напора да уреди заједничке послове парохије. Светлана је професионални менаџер. Радила је у председничкој администрацији, дописни је члан Међународне академије за информатизацију Економског савета УН . Има многа друга достигнућа, о којима се може дуго причати. Светланина нова иницијатива је организовање теквондо секцијеза парохијску децу. Али има и оних који нису црквени. Они који су први пут дошли у православну цркву, а то се догодило управо овде, у летовалишту Тајланда.
Од 20. априла 2017. године настојатељ цркве је јеромонах Мелетиј (Ткаченко), а од 19. октобра 2017. године  за настојатеља Покровске цркве постављен је јереј Јован Мороз.
Епископ звенигородски Антоније (Севрјук), саслужујући деканске парохије Московске Патријаршије на Тајланду, са архимандритом Олегом (Черепанином) и ректором јерејем Јованом Морозом, осветио је цркву 12. децембра 2017. године, док  Епископ звенигородски Антоније (Севрјук) , освештао саслужујући богослужбени крст од мермера, подигнут у близини црква у част 15. годишњице присуства Руске православне цркве на Тајландској земљи.

## Активности
Храм Покрова Пресвете Богородице ради од 8 до 20 часова.
Празницима и недељом литургија почиње у 09 часова, свеноћно бденије у навечерје у 17 часова.
Дневни молитвени ред је у 09:00 и 17:00 часова.
У малој црквеној радњи могу се купити свеће, крстови, иконе, молитвеник, књиге верске тематике.
При храму ради православни биоскоп.

## Занимљивости
Занимљивост Покровске цркве на југу Патаје је та што је црква  изграђена о трошку тајландске стране, и да је парцела испод ње, поклоњена  православној заједници од стране одмаралишта у Патаји.
Светиња храма је ковчег који садржи честицу моштију светог Луке - Валентина Феликсович Војно-Јасенецког који је свој живот посветио лечењу и служењу цркви. Док је био у егзилу због својих верских уверења у Јенисејску 1924. године, извршио је прву трансплантацију бубрега на свету у локалној болници. Овај изванредан хирург, доктор медицинских наука, професор на Ташкентском медицинском институту и аутор 55 научних радова, био је од 1942. до 1944. године  Епископ Краснојарски и Јенисејски, а од 1995. године епископ Симферопољско-кримска епархија, у којој је службовао од 1946. до 1961. године. Као свети Лука овај епископ, канонизован међу свецима. Поред медицинских дела, написао је 12 томова беседа и богословско дело „О духу, души и телу“. Гроб Светог Луке Кримског постао је место ходочашћа, где се дешавају бројна исцељења.
Свето писмо и литургијски текстови су преведени на тајски језик. Недавно је овде на тајландском објављен „Божји закон“ С. Слободског.
Многи млади људи из Тајланда, Лаоса и Камбоџе добијају богословско образовање у најбољим теолошким образовним институцијама у Русији.